# Radziejów (gromada)
Radziejów (do 30 XII 1959 Biskupice) – dawna gromada, czyli najmniejsza jednostka podziału terytorialnego Polskiej Rzeczypospolitej Ludowej w latach 1954–1972.
Gromady, z gromadzkimi radami narodowymi (GRN) jako organami władzy najniższego stopnia na wsi, funkcjonowały od reformy reorganizującej administrację wiejską przeprowadzonej jesienią 1954 do momentu ich zniesienia z dniem 1 stycznia 1973, tym samym wypierając organizację gminną w latach 1954–1972.
Gromadę Radziejów z siedzibą GRN w mieście Radziejowie (nie wchodzącym w jej skład) utworzono 31 grudnia 1959 w powiecie radziejowskim w woj. bydgoskim w związku z przeniesieniem siedziby GRN gromady Biskupice z Biskupic do Radziejowa i zmianą nazwy jednostki na gromada Radziejów; równocześnie do gromady Radziejów włączono obszar zniesionej gromady Bronisław w tymże powiecie.
W 1961 roku gromada miała 27 członków gromadzkiej rady narodowej.
31 grudnia 1961 do gromady Radziejów włączono wsie Zagorzyce i Wąsewo Kolonia ze zniesionej gromady Świątniki w tymże powiecie.
1 stycznia 1969 z gromady Radziejów (Kuj.) wyłączono (a) sołectwo Bronisław o ogólnej powierzchni 1.176,26 ha, włączając je do gromady Dobre oraz (b) grunty o powierzchni ogólnej 22,39 ha, włączając je do miasta Radziejowa – w tymże powiecie; do gromady Radziejów z Radziejowa włączono natomiast grunty rolne o powierzchni ogólnej 694,62 ha.
1 stycznia 1972 do gromady Radziejów włączono sołectwa Kłonówek, Stary Radziejów, Skibin i Kwilno oraz wsie Rokitki i Tarnówka z sołectwa Kłonowo ze zniesionej gromady Płowce w tymże powiecie.
Gromada przetrwała do końca 1972 roku, czyli do kolejnej reformy gminnej. 1 stycznia 1973 w powiecie radziejowskim reaktywowano zniesioną w 1954 roku gminę Radziejów.